# Зонов, Николай Фёдорович
Николай Фёдорович Зонов (24 сентября 1923, Крыловщина, Вятская губерния — 5 февраля 1944, Чкаловский район, Днепропетровская область) — лейтенант Рабоче-крестьянской Красной армии, участник Великой Отечественной войны, Герой Советского Союза (1943).

## Биография
Николай Зонов родился 24 сентября 1923 года в деревне Крыловщина Шараповской волости Халтуринского уезда Вятской губернии (ныне — Орловский район Кировской области). Жил и учился сначала в городе Халтурин (ныне — Орлов Кировской области) в средней школе № 1. В 1939 году вместе с родителями переехал в посёлок Юрья (ныне — в Юрьянском районе Кировской области). Получил неполное среднее образование.

### В Великую Отечественную войну
В августе 1941 года Зонов добровольно пошёл на службу в Рабоче-крестьянскую Красную армию. В 1942 году он окончил Златоустовское военно-инженерное училище. С февраля 1943 года — на фронтах Великой Отечественной войны. Принимал участие в боях на Северо-Западном и Степном фронтах. Участвовал в боях в районе Старой Руссы. К сентябрю 1943 года гвардии лейтенант Николай Зонов командовал сапёрным взводом 1-го гвардейского отдельного воздушно-десантного сапёрного батальона 10-й гвардейской воздушно-десантной дивизии 82-го стрелкового корпуса 37-й армии Степного фронта. Отличился во время битвы за Днепр.

### Подвиг
В ночь с 30 сентября на 1 октября 1943 года взвод Зонова обеспечивал переправу 24-го гвардейского стрелкового полка через Днепр в районе села Переволочное (ныне — Светлогорское Кобелякского района Полтавской области Украины). На плацдарме, на западном берегу, он принял активное участие в отражении немецких контратак у села Мишурин Рог, лично уничтожил 2 танка «Тигр». В бою получил ранение, но до окончания боя продолжал сражаться.
Указом Президиума Верховного Совета СССР от 20 декабря 1943 года за «мужество и героизм, проявленные при форсировании Днепра и удержании плацдарма на правом берегу» гвардии лейтенант Николай Зонов был удостоен высокого звания Героя Советского Союза. Орден Ленина и медаль «Золотая Звезда» он получить не успел, так как 5 февраля 1944 года погиб в боях на территории Днепропетровской области Украинской ССР. Похоронен в селе Катериновка Никопольского района Днепропетровской области Украины.
Был также награждён орденом Красной Звезды и рядом медалей.

## Память
- В Юрье его имя увековечено на памятном знаке Героям—Юрьянцам.
- Имя Героя увековечено на мемориальной доске в честь Героев Советского Союза — уроженцев Кировской области в парке Дворца пионеров города Кирова.
- Имя Героя высечено золотыми буквами в зале Славы Центрального музея Великой Отечественной войны в Парке Победы города Москвы.
- В городском парке Покрова Днепропетровской области на Аллее Славы установлена стела Герою.
- Имя Героя носит школа, где учился герой в посёлке Юрья Юрьянского района Кировской области и установлена на школе мемориальная доска.
- Имя Героя носит школа, где учился герой в городе Орлов Орловского района, так же там установлена мемориальная доска и памятник[2].
- На братской могиле в Катериновке Зонову установлен отдельный памятный знак[1].
- В Орлове на доме, где проживал Герой, установлена мемориальная доска[1].
- В честь названы улицы в Орлове, Юрье и Покрове Днепропетровской области[1].
- Мемориальная доска герою установлена на мемориальном комплексе славы в городе Златоуст Челябинской области.

- Имя Героя на мемориальной доске в парке Дворца пионеров в городе Киров
- Мемориальная доска в городе Златоуст Челябинской области